# Aschbach
Aschbach là một đô thị thuộc huyện Kusel, bang Rheinland-Pfalz, phía tây nước Đức. Đô thị Aschbach có diện tích 4,46 km², dân số thời điểm ngày 31 tháng 12 năm 2006 là 354 người.